# Писаровка
Писаровка — река в России, протекает по Каргасокскому району Томской области. Устье реки находится в 71 км по правому берегу реки Ванжиль. Длина реки составляет 9 км.

## Данные водного реестра
По данным государственного водного реестра России, относится к Верхнеобскому бассейновому округу, водохозяйственный участок реки — Обь от впадения реки Васюган до впадения реки Вах, речной подбассейн реки — Васюган. Речной бассейн реки — (Верхняя) Обь до впадения Иртыша.